# WTA Makarska
Das WTA Makarska (offiziell: Makarska International Ladies) ist ein ehemaliges Damen-Tennisturnier der WTA Tour, das in der kroatischen Stadt Makarska ausgetragen wurde.

## Siegerliste

### Einzel
| Jahr                   | Siegerin         | Finalgegnerin | Ergebnis |
| ---------------------- | ---------------- | ------------- | -------- |
| ↓ Kategorie: Tier IV ↓ |                  |               |          |
| 1998                   | Květa Hrdličková | Li Fang       | 6:3, 6:1 |

### Doppel
| Jahr                   | Siegerinnen                    | Finalgegnerinnen                       | Ergebnis |
| ---------------------- | ------------------------------ | -------------------------------------- | -------- |
| ↓ Kategorie: Tier IV ↓ |                                |                                        |          |
| 1998                   | Tina Križan Katarina Srebotnik | Jewgenija Kulikowskaja Karin Kschwendt | 7:6, 6:1 |